# Udziałowy papier wartościowy
Udziałowy papier wartościowy – akcja lub inny zbywalny papier wartościowy równoważny akcji w spółce, jak również wszelkie inne rodzaje zbywalnych papierów wartościowych dających prawo nabywania którychkolwiek z tych pierwszych papierów wartościowych w wyniku zamiany tych drugich papierów wartościowych lub wykonania praw przez nie przenoszonych, pod warunkiem że te drugie papiery wartościowe emitowane są przez emitenta akcji bazowych lub przez jednostkę należącą do grupy wspomnianego emitenta.
Typowymi udziałowymi papierami wartościowymi są akcje, reprezentujące określoną część majątku spółki akcyjnej (lub komandytowo-akcyjnej).